# اللغة الماسية
اللغة الماسية لغة تشادية يتكلم بها قوم الماسا في جنوب تشاد وشمال الكاميرون. وعدد المتكلمين بها نحو 200000.